# Dražen Keleminec
Dražen Keleminec (Koprivnica, 7. studenog 1964.), hrvatski političar, predsjednik Autohtone - Hrvatske stranke prava.
U vrijeme uvođenja demokratskih promjena u Hrvatskoj krajem osamdesetih i početkom devedesetih godina 20. stoljeća, Dobroslav Paraga i Ante Paradžik osnovali su Hrvatsku stranku prava, te postali i njezini vođe. Dražen Keleminec priključuje se stranci i ubrzo postaje predsjednik HSP-ove podružnice u Koprivnici. Nakon raskola u HSP-u, Dražen Keleminec odlučio je stati na Paraginu stranu. Tako se 1994. godine čak izravno obratio predsjedniku Franji Tuđmanu rekavši mu da iza Parage stoji 90% članstva i da pravaši smatraju da je Anto Đapić najveći izdajnik u povijesti Hrvatske stranke prava te da za "pravaše postoji samo jedan legitimni predsjednik, i to gospodin Dobroslav Paraga".
S obzirom na to da je pravosudnim putem HSP ipak dodijeljen Anti Đapiću, Keleminec se 1995. godine pridružio novoosnovanoj Paraginoj stranci Hrvatska stranka prava 1861. Budući da je Keleminec istukao svoju suprugu u koprivničkom dopisništvu “Večernjeg lista”, Paraga ga je 2000. godine izbacio iz stranke.
Nakon toga, Keleminec je osnovao Hrvatske pravaše, a 2005. godine ih je ujedinio s Hrvatskim pravaškim pokretom Krešimira Pavelića, čovjeka koji je također svojedobno bio u izvornom HSP-u pod vodstvom Paradžika i Parage. Ta se nova stranka zvala HP-HPP (Hrvatski pravaši-hrvatski pravaški pokret), a danas se naziva A-HSP ili Autohtona – Hrvatska stranka prava.
Keleminec često organizira prosvjede u svom političkom djelovanju. Tako je 2005. godine organizirao prosvjed sa svojih 15-ak pristaša ispred zgrade HRT-a, tražeći zabranu “Latinice” zbog pripremanja emisije o Tuđmanovoj ostavštini, za što je imao i osobnih razloga: Denis Latin ugostio je u prosincu 2000. godine njegovu suprugu Mariju, koja je javno progovorila o obiteljskom zlostavljanju, o tome kako ju je suprug Dražen tukao tvrdeći da mu ona ugrožava političku karijeru. Također često organizira prosvjede i skupove u Srbu - na primjer, 2010. organizirao je skup na kojem se pozivalo “ubij Srbina” i pjevalo o ustašama i Anti Paveliću. Kada ga je Prekršajni sud u Gospiću zbog toga oglobio s 2.000 kuna, žalio se da nitko od prisutnih takve uzvike nije čuo. Jedan od Keleminčevih bizarnijih poteza bilo je slanje životinjske kosti zagrebačkom gradonačelniku Milanu Bandiću, a jednom su mu prilikom poklonili toaletni papir.
Što se političkih uspjeha tiče, jedan od najvećih izbornih uspjeha bilo je osvajanje vijećničkog mjesta u Koprivničko-križevačkoj županiji. Iako u svojim nastupima napada HDZ zbog “izdaje nacionalnih interesa”, vijećnik Keleminec bio je presudan za formiranje HDZ-ove vlasti, a zauzvrat je za tu političku trgovinu nagrađen članstvom u upravi nogometnog kluba Slaven Belupo.
Iako ima teške optužbe na račun drugih pravaša, pa tako Ružu Tomašić, slično kao i njegov bivši predsjednik Paraga, optužuje da prikriva nalogodavce ubojstva pokojnog dopredsjednika HSP-a Ante Paradžika, to ga nije spriječilo da 2011. pokuša koalirati s HSP-ovim pravašima, ali su ga brzo odbacili nakon što se ponovno saznalo za njegovo obiteljsko nasilje.
Međutim, Keleminec je i sam bio pretučen nekoliko puta, a za to optužuje političke protivnike. Tako je 2006. godine za napad na njega, nakon kojeg je morao operirati vilicu, optužio "HSP-ovu tajnu SS službu".
Inače, bivši je vlasnik koprivničkog pogrebnog obrta “Vječni mir”, a kasnije zaposlenik zagrebačkog predstavništva Podravke. Svojedobno je u Koprivnici osnovao “Stožer za obranu Podravke”.